# 小行星3188
小行星3188（3188 Jekabsons）是一颗围绕太阳公转的小行星。1978年7月28日，珀斯天文台在珀斯天文台发现了此天体。
該小行星以澳大利亞業餘天文學家彼得·傑卡布森（Peter Jekabsons）命名。
这颗小行星的绝对星等为22.65381286672452等。